# Johann Heinrich Christian Schubart
Johann Heinrich Christian Schubart (28. února 1800 Marburg – 1. května 1885 Kassel) byl německý klasický filolog.

## Životopis
Schubart studoval dějiny na univerzitách v Marburgu a Heidelbergu. V roce 1825 se stal spolupracovníkem Heidelberger Jahrbücher a v roce 1829 Wiener Jahrbücher. Po návratu do Hesenska byl zaměstnán jako tajemník Zemské knihovny Kassel. V roce 1834 byl spoluzakladatelem „Verein für hessische Geschichte und Landeskunde“.
Publikoval řadu článků v Zeitschrift für Alterthumswissenschaft a v Jahn's Jahrbüchern. Spolu s Christianem Walzem realizoval v letech 1838/39 kritické vydání Pausaniova díla ve 3 svazcích.

## Dílo
Quaestiones genealogicae historicae in antiquitatem heroicam Graecam (1832)
Beschreibung von Griechenland
- Erstes bis Drittes Bändchen
- Viertes bis Sechstes Bändchen (Stuttgart 1860)